# Barrouxia schneideri
Barrouxia schneideri – gatunek pasożytniczych pierwotniaków należący do rodziny Eimeriidae z podtypu Apicomplexa, które kiedyś były klasyfikowane jako protista. Występuje jako pasożyt tylko u bezkręgowców. B. schneideri cechuje się oocystami z wieloma sporocystami. Z kolei każda sporocysta zawiera 1 sporozoit.
Obecność tego pasożyta stwierdzono u drewniaka widełkowca (Lithobius forficatus) należącego do gromady pareczników (Chilopoda).